# Дебело черво
Дебелото черво (на латински: intestinum crassum) представлява крайната част от храносмилателния канал при човека, гръбначните и някои от безгръбначните животни. То се простира от илео-цекалната клапа (ileocaecal valve) на Баухин, където то се съединява с тънкото черво, до заднопроходното отвърстие, наричано още анус.
Не всичката храна, която човек изяжда, може да бъде смляна в храносмилателния канал и използвана от организма. Несмляната част не може да бъде всмукана от тънкото черво и попада в дебелото. Нормално при възрастен човек дебелото черво е с дължина около 1,5 m и е значително по-широко от тънкото, като диаметърът му намалява в дистална посока. В началната си част диаметъра му варира около 70 – 80 mm, а в края намалява до 40 – 50 mm. В него се всмукват от чревното съдържимо само вода и соли. То започва със „сляп“ участък, притежаващ и малък израстък, наречен апендикс. В дебелото черво живеят много безвредни бактерии, предизвикващи гниене на някои хранителни отпадъци, при което се образуват газове. Дебелото черво също извършва перисталтични движения, които осигуряват изхвърлянето на отпадъците от храната през ануса. Около ануса са разположени мускули – сфинктери. В дебелото черво има симбионтни на човешкия организъм бактерии, които могат да синтезират витамин К.

## Анатомично устройство
Дебелото черво, обгражда тънкото черво от три страни. Разделя се на три основни части: сляпо черво (цекум), ободно черво (колон) и право черво (ректум) като накрая завършва с анус. Според терминологичната анатомия към дебелото черво се включва и ануса, въпреки че някои автори не го причисляват към този отдел на храносмилателната система.

### Сляпо черво
Сляпото черво (на латински: caecum s. cecum) е началната част на дебелото черво. Има дължина от 3 до 8 cm и ширина 4 – 7 cm. Представлява сляпо завършваща торба, към която е придаден апендикса (на латински: appendix vermiformis). Започва от илео-цекалната клапа, която представлява вдаване на завършващия край на тънкото черво в стената на дебелото. Вследствие на това се образуват две гънки, наречени устни: горна – labium superius, и долна – labium inferius. Сляпото черво се разполага в дясната хълбочна яма (на латински: fossa iliaca). Около него залягат гънки на тънкото черво.

### Ободно черво
Ободното черво (на латински: colon) се разделя на четири части както следва:
- Възходящо ободно черво (на латински: colon ascendens) – започва от сляпото черво на нивото на илео-цекалната клапа, насочва се почти вертикално нагоре по коремната стена и достига долната повърхност на черния дроб, където прави завой (flexura coli dextra), и преминава в напречното ободно черво. Покрито е с перитонеум от три страни, непокрита остава задната му страна.
- Напречно ободно черво (на латински: colon transversum) – започва от дясната извивка и завършва при слезката, където образува втора извивка – flexura coli sinistra. Дължината му е около 30 – 80 cm. Разполага се почти напречно в дясното подребрие, епигастралната или пъпната област и лявото подребрие. С предната си повърхност напречното ободно черво се допира до черния дроб, жлъчния мехур и стомаха. Долната му повърхност заляга върху примките на тънкото черво, а задната влиза в контакт с дуоденума и задстомашната жлеза.
- Низходящо ободно черво (на латински: colon descendens) – започва от лявата извивка и завършва на нивото на левия хълбочен гребен, където се продължава в сигмовидното ободно черво.
- Сигмовидно ободно черво (на латински: colon sigmoideum) – намира се между низходящото и правото черво. Горната му граница е на нивото на хълбочния гребен, а долната може да бъде кръстцовият рид (promontorium), лявата кръстцово-хълбочна става или нивото на трети кръстцов прешлен. Има S-образна форма.

Напречното и сигмовидното дебело черво се закрепват подвижно за задната коремна стена, благодарение на наличието на перитонеални дупликатури, наричани съответно опорак на напречното ободно черво (на латински: mesocolon transversum) и опорак на сигмовидното ободно черво (на латински: mesocolon sigmoideum). Другите части на дебелото черво са разположени ретроперитонеално.

### Право черво
Правото черво (на латински: rectum) е с дължина около 15 – 20 cm и се разполага в малкия таз и перинеума. Неговият ход не е праволинеен, а образува две извивки. Разделя се на две части – тазова и анална.
- Тазовата част (на латински: pars pelvina) е с дължина 10 – 13 cm и се разполага до простатната жлеза. Състои се от сравнително тясна надампуларна част и разширена част (на латински: ampulla recti). Диаметърът на разширената част е 8 – 16 cm, но при патологични състояния може да достигне 30 – 40 cm.
- Аналната част (на латински: canalis analis) е около 2,5 – 3 cm на дължина. Започва на нивото на простатната жлеза, насочва се надолу и назад, като завършва с анус.

### Анус
Това е последният отдел на храносмилателния канал. Изграден е от сфинктерни мускули, които контролират евакуирането извън организма на преработеното чревно съдържание. При нисшите класове гръбначни липсва анус. Аналогов орган е клоаката, която е орган, в който се отварят каналите на храносмилателната, пикочната и половата системи.

## Хистологичен строеж

### Хистологичен строеж на сляпото и ободното черво
Стената на сляпото и ободното черво се състои от:
- Лигавица (на латински: tunica mucosa) – състои се от цилиндричен епител. Няма чревни власинки и вътрешната повърхност на червото е гладка. Либеркюновите жлези са почти изцяло слузни. Слузният секрет покрива повърхността на лигавицата и облекчава придвижването на фекалиите. Останалите слоеве на лигавицата са lamina propria и muscularis mucosae.
- Подлигавичен слой (на латински: tela submucosa) – изгражда се от рехава съединителна тъкан. Тук се намират лимфни фоликули, кръвоносни съдове и нервно сплетение.
- Мускулна обвивка (на латински: tunica muscularis) – състои се от два подслоя:
  - Циркулярен – вътрешен мускулен слой.
  - Надлъжен – външен мускулен слой, групиран в три лентовидни образувания – тении. Едната се нарича свободна – tenia libera. Друга се нарича tenia omentalis, за нея в областта на напречното ободно черво се закрепва голямото було – omentum majus. Третата тения се нарича tenia mesocolica и за нея се закрепва опоракът на напречното ободно черво. Мускулният тонус на тези тении свива дебелото черво в отделни разширения, наречени хаустри.
- Външен слой – представен е от серозната обвивка (на латински: tunica serosa), а за непокритите със серозна ципа части от tunica adventitia.

### Хистологичен строеж на правото черво
Надампуларната част е изцяло покрита със серозна ципа (перитонеум), а останалите части са покрити от висцералния лист на тазовата фасция. Към предната, покрита със сероза повърхност на правото черво у мъжа залягат тънкочревни примки и пикочният мехур, у жената – тялото и шийката на матката и задният свод на влагалището. Към непокритата със сероза предна повърхност на червото у мъжа залягат част от пикочния мехур, семенните мехурчета и семепроводите, а у жената – задната стена на влагалището.
Строежът на стената в двете части на правото черво има някои различия.
В тазовата част лигавицата образува много непостоянни гънки и три постоянни напречни гънки (на латински: plicae transversals recti). Горната гънка се намира на 10 cm от ануса. Стената на тазовата част е подобна на стената на ободното черво. Лигавицата е покрита с еднореден цилиндричен епител, съдържа Либеркюнови жлези. В lamina propria има единични лимфни фоликули. Подлигавичният слой е добре развит. Мускулната обвивка също се състои от циркулярен и надлъжен слой.
В аналната част лигавицата и част от надлъжната мускулатура образуват 8 – 10 надлъжни гънки, анални колонки (на латински: columnae anales). Между тях се намират надлъжни улеи (на латински: sinus anales). Участъкът от аналния канал, разположен между дисталната част на надлъжните гънки и ануса, се нарича хемороидална зона (на латински: zona hemorrhoidalis). Лигавицата на аналните колонки и на хемороидалната зона е покрита от многослоен плосък невроговяващ епител и не съдържа Либеркюнови жлези. Подлигавичният слой в аналния канал има венозно сплетение (на латински: plexus hemorrhoidalis), което в хемороидалната зона е много добре развито. В областта на ануса лигавицата преминава в кожа. Мускулната обвивка се състои от надлъжен и циркулярен слой. Циркулярният слой в хемороидалната зона задебелява и се означава като вътрешен анален сфинктер (на латински: sphincter ani internus). В областта на ануса се намира напречно набразден пръстеновиден мускул – външен анален сфинктер (на латински: sphincter ani externus). Двата сфинктера осъществяват затварянето на изхода на правото черво.

## Кръвоснабдяване
Кръвоснабдяването на дебелото черво се извършва от клоновете на коремната аорта – горна и долна опорачна артерия, и вътрешна хълбочна артерия.
- Горната опорачна артерия (на латински: arteria mesenterica superior) кръвоснабдява дясната половина на дебелото черво и изхожда от предната страна на аортата, непосредствено под чревния ствол. От дясната страна на горната опорачна артерия се отделят следните три клона:
  - Хълбочно-сляпочревна артерия (на латински: arteria ileocolica), кръвоснабдяваща сляпото черво с апендикса.
  - Дясна артерия (на латински: arteria colica dextra), кръвоснабдяваща възходящата част на ободното черво.
  - Средна артерия (на латински: arteria colica media), кръвоснабдяваща половината от напречната част на ободното черво.
- Долната опорачна артерия (на латински: arteria mesenterica inferior) се отделя от аортата на равнището на III поясен прешлен и кръвоснабдява лявата половина на дебелото черво. Тя се насочва надолу и наляво, след което се разделя на следните два клона:
  - Лява артерия (на латински: arteria colica sinistra), кръвоснабдяваща напречната част и цялата низходяща част на ободното черво.
  - Горна артерия (на латински: arteria rectalis superior), кръвоснабдяваща сигмовидната част и по-голямата горна част на правото черво.
- Вътрешната хълбочна артерия (на латински: arteria iliaca interna) е разклонение на общата хълбочна артерия, което кръвоснабдява долната половина на правото черво.

Венозната кръв се оттича по горната опорачна вена (на латински: vena mesenterica superior) и долната опорачна вена (на латински: vena mesenterica inferior) към вена порта (на латински: vena portae). Само от долната половина на правото черво кръвта се оттича чрез vv. rectales media et inferior към вътрешната хълбочна вена (на латински: vena iliaca interna) от системата на долната куха вена.

## Физиологични особености
Функциите на дебелото черво се класифицират в две основни направления:
- Микробно смилане на храната;
- Резорбция на електролити и вода;

За едно денонощие при човека, приблизително 1,5 литра течни продукти от храносмилането в тънкото черво навлизат в дебелото черво. Същите престояват там за около 12 часа. В резултат на обработката се образуват 450 грама полутечни фекалии. Хранителният химус преминава еднопосочно от тънкото в дебелото черво през илео-цекалната клапа. Обикновено, при отсъствието на храна тази клапа е затворена. Отваря се след 1 – 4 минути от нахранването и след това периодично на 30 – 60 секунди. Така хранителният химус преминава на малки порции от тънкото в дебелото сляпо черво. Правото черво притежава три странични извивки, маркирани от вътрешната му стена с напречни лигавични гънки, наречени ректални клапи. Последните разделят фекалиите от газовете, така че образуваните средно 500 мл газове могат да преминават през ануса без да увличат със себе си фекалии.
И двете функции на дебелото черво изискват забавено преминаване на храната през този отдел на храносмилателната система. За разлика от храносмилателните и резорбционните функции на тънките черва и двата са сравнително бавни процеси. При ензимното смилане в тънките черва се изисква течна среда с висок неутрализационен капацитет. Поради тази причина към дебелите черва навлизат голямо количество течности, които следва да бъдат резорбирани. Моторната дейност на дебелото черво предлага механизъм за изпълнение на тези задачи, като осигурява бавно преминаване на чревното съдържание. Движенията на дебелото черво са бавни и размесващи, наречени хаустрации.

### Движения на цекума и колона
При коня съдържанието от тънките черва първо навлиза в цекума, но не се задържа много и бързо го напуска към колона. При други животни храната първо преминава в колона и след това част от нея навлиза към цекума. При преживните, гризачите и зайците цекумът е първичното място за микробно смилане в дебелите черва и обратното движение на съдържанието от средния колон към цекума е едно от средствата за забавяне на преминаването на съдържанието. В колона се наблюдават два типа контрактилни движения. Първите са хаустрални (стационарни) и изпълняват смесваща функция. Вторите движения са насочени назад към изхода на храносмилателната система. Хаустралните движения увеличават съпротивлението и намаляват скоростта на пасажа.
Антиперисталтичните движения също пречат на придвижването на чревното съдържание. Те са характерни за крайните раздели на колона при преживните и гризачите и служат за изпълване на цекума. При котката са в средната част на колона, а при кучето липсват. При коня се забавя движението на храната от вентралния към дорзалния колон. При свинете те са характерни за спиралната колонна флексура.
Бавните двигателни вълни в колона по посока и сила на контракциите се различават от тези на тънките черва. Честотният градиент на бавната вълна е обратен на този в тънките черва. Пейсмейкър в средния колон изпраща електрически бавни вълни в двете направления, като голям процент от тях се насочват орално. Обратно, пейсмейкърите в проксималния колон изпращат бавни вълни аборално. Тяхната ниска честота обаче позволява изтласкване на съдържанието в някои моменти да става главно в орално направление. Така аборалното преминаване се забавя и проксималния колон придобива резервоарна функция. Пейсмейкърът на колона поражда и втори тип сигнал, който е независим от активността на бавните вълни. Характеризира се с резки тласъци, преминаващи назад и се придружава от продължителни и мощни контракции в слоя от пръстеновидна мускулатура.
Ендокринният контрол на контракцията на дебелите черва не е достатъчно изяснен, но опитите показват, че гастринът и панкреозиминът (холецистокинин) стимулират контракциите на колоновата гладка мускулатура, а секретинът ги потиска.

### Храносмилане в дебелите черва
В дебелите черва се извършва основно смилане на захари и белтъчини под въздействието на микробни ензими. При новородените гастроинтестиналния тракт е относително лишен от микроорганизми, но те бързо се придобиват след раждането и развиват характерна популация. Образуваната от лигавицата слуз предпазва червото от проникване в организма на микроорганизми от лумена. За разлика от преживните животни, при които разграждането на храната става основно в предстомашията, то при непреживните тревопасни цекума и колона са добре развити и тук се извършва микробното смилане. При месоядните микробното храносмилане е маловажно, защото храносмилателните процеси практически завършват в тънките черва. Микробното храносмилане се отличава по няколко признака от ензимното в тънките черва:
- Фиброзните въглехидрати, които имат β-свързани глюкозни полимери и не се разграждат от ензимите лесно се разграждат от микробните ензими. Крайните продукти са летливи мастни киселини, които лесно се резорбират и са източник на енергия от епитела или тъканите на организма.
- Микробите са способни да синтезират протеин от непротеинови източници, каквато е уреята например. На свой ред този протеин може да се хидролизира и да даде есенциални аминокиселини.
- Микробите могат да синтезират витамини от групата В.

За да се извършва микробно смилане при оптимални условия е необходимо киселите крайни продукти освободени от микробите в лумена да се неутрализират. Нужно е и непрекъснато отстраняване на крайните продукти чрез резорбция.
Независимо от въглеводородния източник в храната хексозите, които се образуват в дебелите черва се метаболизират от бактерии до летливи мастни киселини и газове, които са краен продукт на въглехидратната ферментация. Летливите мастни киселини са представени от оцетна, пропионова и маслена киселина и малки количества на лактат и сукцинат. Съотношението между трите главни образувани летливи мастни киселини варират според типа на въглехидратите в храната.
В колона и цекума се образуват големи количества амоняк. Източник за образуването му е уреята, а също и бактериалното разграждане на белтъците и аминокиселините от храната. Част от образувания амоняк би могъл да се използва за синтеза на микробен протеин, а част може да се резорбира.

### Дефекация
Основната роля за придвижването на фекалиите през храносмилателния тракт към ректума играе перисталтиката. Ампулата на ректума служи за временно хранилище за фекалиите. Когато нейните стени започнат да се разтеглят от постъпващите фекалии, специални нервни рецептори за разтягане, разположени в стената на ректума, стимулират позив за дефекация. Когато ректумът е пълен, увеличаването на вътрешноректалното налягане разтваря стените на аналния канал, позволявайки на фекалиите да навлязат в канала. С изтласкването им ректумът се свива и перисталтична вълна ги избутва извън ректума. Мускулите на вътрешния и външния анален сфинктер разтварят ануса и позволяват фекалиите да бъдат пропуснати.
По време на дефекация гръдните мускули, диафрагмата, стомашните мускули и тазовата диафрагма оказват налягане върху храносмилателния тракт, а дишането временно се прекратява, докато белите дробове изтласкват диафрагмата надолу, за да окажат натиск. Кръвното налягане се увеличава в цялото тяло, а количеството кръв, изпомпвано от сърцето, намалява.
Нервните пътища на дефекационния процес са холинергични и при тях парасимпатикомиметичните вещества усилват рефлекса. Разширяването на терминалния колон е нормалния стимул за проява на рефлекса, който включва силни перисталтични движения на колона, контракции на надлъжната мускулатура на ректума и отпускане на външните и вътрешни анални сфинктери.

## Инервация
Инервацията на дебелото черво е симпатикова, парасимпатикова и сетивна. Осигурява от симпатиковия и блуждаещия нерв и от две автономни сплетения, които се намират в стената им – Ауербахово и Майснерово сплетение. Парасимпатиковата инервация на органите от храносмилателния тракт се намира в коремната кухина и се извършва от клонове на блуждаещия нерв и тазовите клонове на чревния нерв.
Аферентната информация за структурата и функцията на дебелото черво и управляващите сигнали на дебелото черво се предават от храносмилателния център по вегетативни нерви. Ободното черво се инервира от клонове на блуждаещия нерв и клонове на симпатикусовите нерви на горното и долното мезентериално сплетение. Правото черво се инервира от парасимпатикусови влакна на тазовите нерви и симпатикусови влакна на долния подчревен сплит. Парасимпатиковите и симпатиковите влакна формират функцията на чревната нервна система, която е крайно звено на непосредствено управляваните органи от храносмилателната система. Задната част на мезентериялния нерв инервира основната част на дебелото черво до низходящата част на ободното черво..

## Особености при животните
При безгръбначните животни практически отсъства дебело черво. Функционално и сравнително анатомично при тях може да бъде разгледан дисталния отдел на храносмилателната система наричан задно черво. При насекомите например основната функция на този отдел е да транспортира отработените хранителни отпадъци, макар че в него в малка степен продължава и екскрецията и всмукването на хранителни вещества. При някои дървоядни насекоми разграждането на целулозата се извършва с помощта на симбиотични микроорганизми обитаващи задния отдел на храносмилателната система.
При рибите не съществува същинско дебело черво. Този отдел е представен от сравнително къс ректум, последван от клоака. При акулообразните в тази част на храносмилателната система съществува ректална жлеза, която секретира сол и така участва в поддържането на осмотичното налягане на организма обитаващ солена морска вода. Жлезата анатомично наподобява на сляпо черво, но не е негов аналог, както и липсва неин аналог сред други гръбначни организми.
Дебелото черво е обособено като същински орган само при четириногите. При почти всички видове то е отделено от тънкото посредством илео-цекалната клапа. При повечето класове гръбначни животни обаче представлява сравнително кратък отдел преди ануса, макар и със забележимо по-широк лумен от този на тънкото черво. Въпреки че дебелото черво присъства сред повечето амниоти, то само при бозайниците се развива и диференцира в значителна степен.
При земноводните дебелото черво е изключително кратко и е представено само от право черно, което завършва с клоака. При влечугите за пръв път се появява сляпо черво, което е добре развито при растителноядните костенурки. При птиците дебелото черво представлява отново късо право черво, което завършва с клоака. На границата между тънки и дебели черва се образуват чифт слепи черва, които при повечето птици са с малки размери, но при някои са силно развити и в тях се извършва храносмилане, често с помощта на специфична микрофлора. При някои дребни бозайници дебелото черво е късо и право подобно на повечето четириноги. Дължината му зависи от типа на храната. Съотношението между дължина на червото и дължината на тялото при прилепите е 1,5 – 4, при насекомоядните е 2,5 – 4,5, при гризачите е 3 – 13, а при овцата е 29. При бозайниците колонът е представен от възходяща и низходяща част като само при приматите съществува напречен колон. При повечето хищни бозайници и преживни тениите на червата и придружаващите ги хаустри отсъстват. При еднопроходните и торбестите бозайници ректумът отсъства или е много къс, а негов аналог е клоаката.
| Част на червото     | Говедо    | Овца и коза | Свиня     | Куче       | Котка       | Кон       |
| ------------------- | --------- | ----------- | --------- | ---------- | ----------- | --------- |
| Дебело черво        | 6,5 – 14  | 4 – 8       | 3,3 – 6   | 0,28 – 0,9 | 0,2 – 0,44  | 6 – 9,3   |
| Сляпо черво         | 0,5 – 0,7 | 0,25 – 0,42 | 0,3 – 0,4 | 0,08 – 0,3 | 0,02 – 0,04 | 0,8 – 1,3 |
| Колон и право черво | 6 – 13,3  | 3,7 – 7,5   | 3 – 4,6   | 0,2 – 0,6  | 0,2 – 0,4   | 5,2 – 8   |

## Заболявания на дебелото черво
- Колит
- Рак на дебелото черво